# Israel Keyes
Israel Keyes (Richmond, 7 gennaio 1978 – Anchorage, 2 dicembre 2012) è stato un serial killer statunitense.

## Biografia

### Infanzia
Israel Keyes nasce a Richmond, nello Utah, il 7 gennaio 1978 in una famiglia mormone. Secondo di dieci figli, all'età di 5 anni si trasferì con la famiglia in una zona vicino a Colville, nello stato di Washington, dove vissero in una capanna di una stanza senza elettricità né acqua corrente. Lì iniziò a frequentare le funzioni alla Ark and Christian Israel Covenant Church (che praticava l'ideologia dell'identità cristiana suprematista bianca), una comunità che in seguito Keyes descrisse come simile per certi aspetti a quella degli amish. In quel periodo, i Keyes fecero amicizia con la vicina famiglia di Chevie Kehoe, in seguito condannato per un triplice omicidio nel 1996. Rinunciò pertanto alla fede cristiana dalla sua adolescenza e alla fine si interessò al satanismo.

### Carriera militare
Nel 1998 iniziò a prestare servizio per l'esercito statunitense a Fort Hood, Fort Lewis e in Egitto. I suoi compagni di Fort Lewis lo descrissero come un ragazzo dal carattere tranquillo con l'abitudine di stare per conto proprio, anche se nel weekend molti hanno segnalato come passasse il tempo a bere molto, consumando intere bottiglie di bourbon. Si congedò definitivamente dall'esercito nel 2001. Nel 2007 fondò un'impresa di costruzioni in Alaska, la Keyes Construction, dove lavorò come operaio edile.

### Gli omicidi
Si ritiene che Keyes cominciò ad uccidere già a partire dal 1998, per poi fermarsi in concomitanza con il suo ingresso nell'esercito, salvo poi riprendere nel 2001, quando si ritirò. L'8 giugno 2011 rapì una coppia, Bill e Lorraine Currier, nella loro casa ad Essex, nel Vermont. Secondo le sue dichiarazioni, Keyes li portò in una fattoria abbandonata; dopodiché, dopo averli legati, sparò prima a Bill per poi strangolare e violentare la moglie. I loro corpi non furono mai ritrovati. Un'altra delle possibili vittime attribuite a Keyes fu Debra Feldman, uccisa l'8 aprile 2009 nel New Jersey.
Confessò in seguito di aver ucciso quattro persone nello stato di Washington. Sebbene in quello stato non avesse precedenti penali, fu citato in giudizio dalla contea di Thurston per aver guidato senza una licenza valida e per aver provocato un incidente dopo aver guidato in stato di ebbrezza.
L'ultima vittima nota di Keyes è stata la diciottenne Samantha Koenig, impiegata in un bar di Anchorage, in Alaska, che fu rapita mentre era al lavoro il 1º febbraio 2012, ed in seguito violentata e uccisa il giorno seguente. Il suo corpo fu nascosto in un capannone. Ritornato in Alaska diverse settimane dopo al delitto, Keyes rimosse il corpo della donna dal capannone, dopodiché applicò del trucco sul viso del cadavere, le cucì gli occhi con una lenza in modo da far sembrare che fosse ancora viva e scattò una foto del suo corpo con un giornale dell'Anchorage Daily News accanto ad esso, chiedendo un riscatto di $ 30.000. Successivamente, Keyes smembrò il corpo e lo disperse nel lago Matanuska, a nord di Anchorage.

### Arresto e indagini successive
Fu arrestato dalla polizia il 13 marzo 2012 mentre si trovava nella città di Lufkin, in Texas. Secondo le prime ricostruzioni, Keyes aveva superato il limite di velocità e il suo strano comportamento durante il blocco del traffico spinse i poliziotti a ulteriori indagini. La polizia locale era stata informata di un veicolo corrispondente a quello di Keyes, guidata da una persona che stava utilizzando la carta di debito di Koenig, che Keyes aveva rubato il giorno del rapimento. Keyes venne successivamente estradato in Alaska, dove confessò l'omicidio.
Durante la detenzione, Keyes parlò più volte con gli investigatori, confessando alcuni dei suoi crimini, ed espresse inoltre il desiderio di essere giustiziato entro un anno. Il 23 maggio 2012, Keyes tentò di fuggire durante un'udienza di routine, rompendo le manette e saltando oltre la ringhiera, ma fu bloccato da una guardia con un taser. Successive indagini dell'FBI affermarono che Keyes si era anche reso responsabile dello svaligiamento di circa 20-30 case negli Stati Uniti e aveva rapinato diverse banche tra il 2001 e il 2012. Mentre era in custodia, non negò la sua ammirazione per il noto serial killer Ted Bundy, a cui Keyes si era ispirato per il suo modus operandi.

### Morte
Keyes morì suicida il 2 dicembre 2012 tagliandosi le vene con un rasoio che era riuscito a rubare mentre si trovava nella prigione di Anchorage in attesa del processo contro l'omicidio di Samantha Koenig che si sarebbe dovuto tenere nel marzo 2013.
Nel 2020 l'FBI rilasciò dei disegni raffiguranti 11 teschi e un pentagramma disegnati con il sangue che erano stati ritrovati sotto il letto della cella di Keyes dopo la sua morte. Uno dei disegni includeva la frase We are one, in italiano Siamo una cosa sola, scritta in basso. L'FBI ritiene che il numero di teschi sia correlato a quello che si ritiene sia il numero totale delle sue vittime.